# Rio Uru
Rio Uru é um rio e localizado no estado de Goiás, no Brasil central curso de água no Brasil, 180 km a oeste da capital Brasília .
O Rio Uru nasce em Americano do Brasil e passa ainda pelas cidades de Goiás, Itaberaí, Itaguaru, Itapuranga e Uruana.

Os arredores do Rio Uru são principalmente de savana .  O Rio Uru é pouco povoado, com 9 habitantes por quilômetro quadrado.  Clima de Savannah prevalece na área.  temperatura média anual na área é de 25 ° C. O mês mais quente é setembro, quando a temperatura média é 28 ° C, e o mais frio é junho, com 22 ° C.  A precipitação média anual 1 763 milímetros. O mês mais chuvoso é Janeiro, com uma média de 336 mm de precipitação, e o mais seco é Julho, com 2 mm de precipitação. 
| Gráfico climático para Rio Uru           | Gráfico climático para Rio Uru | Gráfico climático para Rio Uru | Gráfico climático para Rio Uru | Gráfico climático para Rio Uru | Gráfico climático para Rio Uru | Gráfico climático para Rio Uru | Gráfico climático para Rio Uru | Gráfico climático para Rio Uru | Gráfico climático para Rio Uru | Gráfico climático para Rio Uru | Gráfico climático para Rio Uru |
| ---------------------------------------- | ------------------------------ | ------------------------------ | ------------------------------ | ------------------------------ | ------------------------------ | ------------------------------ | ------------------------------ | ------------------------------ | ------------------------------ | ------------------------------ | ------------------------------ |
| J                                        | F                              | M                              | A                              | M                              | J                              | J                              | A                              | S                              | O                              | N                              | D                              |
| 336 26 20                                | 225 28 20                      | 243 28 21                      | 167 29 19                      | 21 29 17                       | 15 29 16                       | 2 31 15                        | 2 35 15                        | 54 38 19                       | 137 36 20                      | 280 34 20                      | 281 29 20                      |
| Temperaturas em °C • Precipitações em mm |                                |                                |                                |                                |                                |                                |                                |                                |                                |                                |                                |